# Kabinet-Zoli
Het kabinet–Zoli was de Italiaanse regering van 20 mei 1957 tot 1 juli 1958. Het kabinet was een minderheidsregering en werd gevormd door de politieke partij Democrazia Cristiana (DC) met gedoogsteun van de Italiaanse Sociale Beweging (MSI), de Sociaaldemocratische Partij van Italië (PSDI), de Liberale Partij van Italië (PLI), de Monarchistische Volkspartij (PMP), de Nationale Monarchistische Partij (PNM) en de Republikeinse Partij van Italië (PRI) na het aftreden van het vorige kabinet. Na de kabinetsformatie werd minister van het Budget Adone Zoli benoemd als de nieuwe premier. Het kabinet viel vlak voor de parlementsverkiezingen van 1958 na dat premier Adone Zoli weigerde verder te regeren met steun van de Italiaanse Sociale Beweging.

## Kabinet–Zoli (1957–1958)
| Ambtsbekleder                   | Ambtsbekleder        | Ambtsbekleder                    | Functie                                  | Ambtstermijn     | Ambtstermijn     | Partij |
| ------------------------------- | -------------------- | -------------------------------- | ---------------------------------------- | ---------------- | ---------------- | ------ |
|                                 | Adone Zoli           | Adone Zoli (1887–1960)           | Premier                                  | 20 mei 1957      | 1 juli 1958      | DC     |
| Minister van het Budget         | Adone Zoli           | Adone Zoli (1887–1960)           | 16 februari 1956                         |                  | 1 juli 1958      | DC     |
|                                 | Giuseppe Pella       | Giuseppe Pella (1902–1981)       | Vicepremier                              | 20 mei 1957      | 1 juli 1958      | DC     |
| Minister van Buitenlandse Zaken | Giuseppe Pella       | Giuseppe Pella (1902–1981)       |                                          | 20 mei 1957      | 1 juli 1958      | DC     |
|                                 | Lorenzo Spallino     | Lorenzo Spallino (1897–1962)     | Secretaris- generaal                     | 20 mei 1957      | 1 juli 1958      | DC     |
|                                 | Fernando Tambroni    | Fernando Tambroni (1901–1963)    | Minister van Binnenlandse Zaken          | 5 juli 1955      | 15 februari 1959 | DC     |
|                                 | Giulio Andreotti     | Giulio Andreotti (1919–2013)     | Minister van Financiën                   | 5 juli 1955      | 1 juli 1958      | DC     |
|                                 | Giuseppe Medici      | Giuseppe Medici (1907–2000)      | Minister van de Schatkist                | 16 februari 1956 | 1 juli 1958      | DC     |
|                                 | Guido Gonella        | Guido Gonella (1905–1982)        | Minister van Justitie                    | 20 mei 1957      | 20 februari 1962 | DC     |
|                                 | Silvio Gava          | Silvio Gava (1901–1999)          | Minister van Economische Zaken           | 20 mei 1957      | 1 juli 1958      | DC     |
|                                 | Paolo Emilio Taviani | Paolo Emilio Taviani (1912–2001) | Minister van Defensie                    | 17 augustus 1953 | 1 juli 1958      | DC     |
|                                 | Luigi Gui            | Luigi Gui (1914–2010)            | Minister van Arbeid en Sociale Zaken     | 20 mei 1957      | 18 juni 1958     | DC     |
|                                 | Adone Zoli           | Adone Zoli (1887–1960)           | Minister van Arbeid en Sociale Zaken     | 18 juni 1958     | 1 juli 1958      | DC     |
|                                 | Aldo Moro            | Aldo Moro (1916–1978)            | Minister van Onderwijs                   | 20 mei 1957      | 15 februari 1959 | DC     |
|                                 | Armando Angelini     | Armando Angelini (1891–1968)     | Minister van Transport                   | 5 juli 1955      | 25 maart 1960    | DC     |
|                                 | Giuseppe Togni       | Giuseppe Togni (1903–1981)       | Minister van Infrastructuur              | 20 mei 1957      | 25 juli 1960     | DC     |
|                                 | Emilio Colombo       | Emilio Colombo (1920–2013)       | Minister van Landbouw                    | 5 juli 1955      | 1 juli 1958      | DC     |
|                                 | Bernardo Mattarella  | Bernardo Mattarella (1905–1971)  | Minister van Communicatie                | 20 mei 1957      | 1 juli 1958      | DC     |
|                                 | Rinaldo Del Bo       | Rinaldo Del Bo (1916–1991)       | Minister voor Parlementaire Betrekkingen | 20 mei 1957      | 15 februari 1959 | DC     |
|                                 | Mario Zotta          | Mario Zotta (1904–1963)          | Minister voor Publieke Diensten          | 20 mei 1957      | 1 juli 1958      | DC     |
|                                 | Guido Carli          | Guido Carli (1914–1993)          | Minister voor Buitenlandse Handel        | 20 mei 1957      | 1 juli 1958      | DC     |
|                                 | Gennaro Cassiani     | Gennaro Cassiani (1903–1978)     | Minister voor de Koopvaardij             | 5 juli 1955      | 1 juli 1958      | DC     |
|                                 | Giorgio Bo           | Giorgio Bo (1905–1980)           | Minister voor Staats- deelnemingen       | 20 mei 1957      | 1 juli 1958      | DC     |
|                                 | Pietro Campilli      | Pietro Campilli (1891–1974)      | Minister voor Zuid-Italië                | 15 juli 1953     | 1 juli 1958      | DC     |

De Gasperi II · De Gasperi III · De Gasperi IV · De Gasperi V · De Gasperi VI · De Gasperi VII · De Gasperi VIII · Pella · Fanfani I · Scelba · Segni I · Zoli · Fanfani II · Segni II · Tambroni · Fanfani III · Fanfani IV · Leone I · Moro I · Moro II · Moro III · Leone II · Rumor I · Rumor II · Rumor III · Colombo · Andreotti I · Andreotti II · Rumor IV · Rumor V · Moro IV · Moro V · Andreotti III · Andreotti IV · Andreotti V · Cossiga I · Cossiga II · Forlani · Spadolini I · Spadolini II · Fanfani V · Craxi I · Craxi II · Fanfani VI · Goria · De Mita · Andreotti VI · Andreotti VII · Amato I · Ciampi · Berlusconi I · Dini · Prodi I · D'Alema I · D'Alema II · Amato II · Berlusconi II · Berlusconi III · Prodi II · Berlusconi IV · Monti · Letta · Renzi · Gentiloni · Conte I · Conte II · Draghi · Meloni